# Witali Wiktorowitsch Norizyn
Witali Wiktorowitsch Norizyn (russisch Виталий Викторович Норицын, wiss. Transliteration Vitalij Viktorovič Noricyn; * 5. November 1983) ist ein russischer Biathlet.
Witali Norizyn nahm erstmals im Rahmen der Biathlon-Europameisterschaften 2009 in Ufa an einem Biathlon-Großereignis teil. Bei den kontinentalen Titelkämpfen in der russischen Heimat wurde er im Einzel eingesetzt, wo er 19. wurde und kam im Staffelrennen zum Einsatz. Als Startläufer gewann er gemeinsam mit Anton Schipulin, Alexander Schreider und Wiktor Wassiljew hinter den Staffeln aus Norwegen und Deutschland die Bronzemedaille.